# Сборная Азербайджана по регби
Сборная Азербайджана по регби представляет Азербайджан в международных матчах по регби-15 высшего уровня. В сезоне 2012/14 команда выступает в третьем дивизионе Кубка европейских наций. В рейтинге сборных команд IRB Азербайджан не представлен. Азербайджанские регбисты не играли в финальной части чемпионатов мира.

## История
В конце 2003 года впервые встал вопрос о создании национальной сборной. С этой целью, опять же при материальной поддержке иностранных бизнесменов, был приглашен тренер из Грузии, который возглавлял команду до 2006 года. Усилились тренировки, команда регулярно проводила товарищеские матчи, как по регби-15, так и по регби-7.
В апреле 2005 года Сборная Азербайджана провела свои первые две официальные встречи в рамках Чемпионата Европы против сборной Боснии и Герцеговины. В гостях команда потерпела поражение, но дома сумела одержать, первую в своей истории победу. С тех пор сборная Азербайджана регулярно принимает участие в Чемпионатах Европы, как по регби 15, так и по регби 7.
С 2009 года главным тренером сборной Азербайджана является грузинский специалист Малхаз Чеишвили.

## Результаты
По состоянию на 17 июня 2013 года.
| Соперник             | Матчи | Победы | Поражения | Ничьи | Доля побед |
| -------------------- | ----- | ------ | --------- | ----- | ---------- |
| Босния и Герцеговина | 6     | 1      | 5         | 0     | 17 %       |
| Греция               | 2     | 0      | 2         | 0     | 0 %        |
| Израиль              | 1     | 0      | 1         | 0     | 0 %        |
| Республика Кипр      | 2     | 0      | 2         | 0     | 0 %        |
| Люксембург           | 1     | 0      | 1         | 0     | 0 %        |
| Монако               | 1     | 0      | 1         | 0     | 0 %        |
| Норвегия             | 1     | 0      | 1         | 0     | 0 %        |
| Словакия             | 2     | 0      | 2         | 0     | 0 %        |
| Турция               | 1     | 0      | 1         | 0     | 0 %        |
| Всего                | 17    | 1      | 16        | 0     | 6 %        |